# アジア卓球連合
アジア卓球連合（アジアたっきゅうれんごう、英語: Asia Table Tennis Union、略称：ATTU）は1972年5月7日に設立されたアジアの卓球を統括する団体で、1975年に国際卓球連盟に承認された。 アジア卓球連合は16の協会により設立され、現在は44の協会が加盟している。

## 沿革
国共内戦後、中華人民共和国と中華民国の対立はスポーツ競技団体を含む外交分野にも広がっていた。1960年代、中華民国は国際卓球連盟に加盟していなかったが、アジア卓球連盟には加盟していた。一方で中華人民共和国はその逆の状況だった。1968年、国際卓球連盟は「国際卓球連盟に加盟している国のみが大陸競技連盟に加盟できる」という方針を決定した。
中華民国が国際卓球連盟に加盟できなかったのは、国際オリンピック委員会が「中華民国」という名称を承認していた一方で、国際卓球連盟が「中国」としての承認を拒否していたためである。
1971年2月、アジア卓球連盟の代表たちは、国際卓球連盟がアジアの組織に条件を押し付ける権限はないと考え、1957年以来続く中華民国の加盟を継続することを決定した。
この決定を受け、アジア卓球連盟の会長であった後藤鉀二は辞任した。
日本卓球協会の会長でもあった後藤は、その後、日本がアジア卓球連盟から脱退し、中華人民共和国と共に新たな組織を設立することを中華人民共和国側に約束した。
1972年5月7日、北京での4日間の会議を経て、アジア卓球連合がカンボジア、中国、北朝鮮、イラン、イラク、日本、クウェート、レバノン、マレーシア、ネパール、パキスタン、パレスチナ、シンガポール、スリランカ、シリア、ベトナムの16の協会によって正式に設立された。
アジア卓球連合は、1975年にカルカッタで開催された国際卓球連盟の第33回会議において正式に承認を受けた。

## 加盟国・地域
44の加盟国・地域は5つの地域グループに分けられている: (2012年3月現在)
| 地域 (加盟国・地域数) | 管轄区域 | 加盟協会 |
| --------------------- | --- | --- |
| 東アジア (8)          | 中国 · 香港 · 日本 · 韓国 · マカオ · モンゴル · 朝鮮民主主義人民共和国 · チャイニーズタイペイ                                                       | - 中国卓球協会 - 香港卓球協会 - 日本卓球協会 - 韓国卓球協会 - マカオ卓球協会 - モンゴル卓球連盟 - 朝鮮民主主義人民共和国卓球協会 - チャイニーズタイペイ卓球協会 |
| 東南アジア (10)       | ブルネイ · カンボジア · インドネシア · ラオス · マレーシア · ミャンマー · フィリピン · シンガポール · タイ王国 · ベトナム                           | - ブルネイ・ダルサラーム卓球協会 - カンボジア卓球連盟 - インドネシア卓球協会 - ラオス卓球連盟 - マレーシア卓球協会 - ミャンマー卓球連盟 - フィリピン卓球協会 - シンガポール卓球協会 - タイ卓球協会 - ベトナム卓球連盟                                                   |
| 南アジア (7)          | バングラデシュ · ブータン · インド · モルディブ · ネパール · パキスタン · スリランカ                                                                | - バングラデシュ卓球連盟 - ブータン卓球連盟 - インド卓球連盟 - モルディブ卓球協会 - 全ネパール卓球協会 - パキスタン卓球連盟 - スリランカ卓球協会 |
| 西アジア (12)         | バーレーン · イラク · ヨルダン · クウェート · レバノン · オマーン · パレスチナ国 · カタール · サウジアラビア · シリア · アラブ首長国連邦 · イエメン | - バーレーン卓球協会 - イラク卓球協会 - ヨルダン卓球連盟 - クウェート卓球協会 - レバノン卓球連盟 - オマーン卓球・スカッシュ協会 - パレスチナ卓球協会 - カタール卓球協会 - サウジアラビア卓球連盟 - シリア・アラブ卓球連盟 - アラブ首長国連邦卓球協会 - イエメン卓球協会 |
| 中央アジア (7)        | アフガニスタン · イラン · カザフスタン · キルギス · タジキスタン · トルクメニスタン · ウズベキスタン                                                | - アフガニスタン全国卓球連盟 - イラン・イスラム共和国卓球連盟 - カザフスタン共和国卓球連盟 - キルギス共和国卓球協会 - タジキスタン共和国卓球連盟 - トルクメニスタン卓球連盟 - ウズベキスタン共和国卓球連盟                                                              |

オセアニア卓球連盟 (OTTF) と 国際卓球連盟にも加盟している賛同加盟国:
- オーストラリア - オーストラリア卓球協会
- ニュージーランド - ニュージーランド卓球協会

アジア卓球連合には加盟していないが国際卓球連盟に加盟している国:
- 東ティモール - 東ティモール卓球協会

## 競技会
- アジア卓球連合または地域の公認大会

| トーナメント             | 開始年 | 間隔 (回/年) | 部門[a] | 部門[a] | 部門[a] | 部門[a] | 部門[a] | 部門[a] | 部門[a] |
| トーナメント             | 開始年 | 間隔 (回/年) | MT      | WT      | MS      | WS      | MD      | WD      | XD      |
| ------------------------ | ------ | ------------ | ------- | ------- | ------- | ------- | ------- | ------- | ------- |
| アジア選手権             | 1972   | 1/2          | •       | •       | •       | •       | •       | •       | •       |
| アジアカップ             | 1983   | 1/1          |         |         | •       | •       |         |         |         |
| アジアジュニア選手権     | 1972   | 1/1          | •       | •       | •       | •       | •       | •       | •       |
| 東南アジア選手権         | 1998   | 1/2          | •       | •       | •       | •       | •       | •       | •       |
| 東南アジアジュニア選手権 | 1993   | 1/1          | •       | •       | •       | •       | •       | •       | •       |
| 南アジアジュニア選手権   |        |              | •       | •       | •       | •       | •       | •       |         |

- アジア卓球連合加盟国およびその他の組織により行われる大会:

| トーナメント         | 開始年  | 間隔 （回/年） | 部門[a] | 部門[a] | 部門[a] | 部門[a] | 部門[a] | 部門[a] | 部門[a] |
| トーナメント         | 開始年  | 間隔 （回/年） | MT      | WT      | MS      | WS      | MD      | WD      | XD      |
| -------------------- | ------- | -------------- | ------- | ------- | ------- | ------- | ------- | ------- | ------- |
| EURO-ASIA CUP        | 2009    | 2/1            | •       |         |         |         |         |         |         |
| アジア競技大会       | 1958[b] | 1/4            | •       | •       | •       | •       | •       | •       | •       |
| 東南アジア競技大会   | 1965[b] | 1/2            | •       | •       | •       | •       | •       | •       | •       |
| 東アジア競技大会     | 2009[b] | 1/4            | •       | •       | •       | •       | •       | •       | •       |
| アジア大学卓球選手権 | 2008    | 1/2            | •       | •       | •       | •       | •       | •       | •       |

a. ^ MT/WT: 男子/女子チーム; MS/WS: 男子/女子シングルス; MD/WD: 男子/女子ダブルス; XD: 混合ダブルス

b. ^ 卓球が競技として含まれるようになった年で、競技大会全体の開始年ではない。